# Heathen
Pour l’article homonyme, voir Heathen (homonymie).
Albums de David Bowie
'hours...'
(1999) Reality
(2003)
Singles
1. Slow Burn
Sortie : 3 juin 2002
2. Everyone Says 'Hi'
Sortie : 16 septembre 2002
3. I've Been Waiting for You
Sortie : octobre 2002

Heathen est le 22e album studio de David Bowie, paru le 11 juin 2002. Il est considéré comme étant un retour sur le marché américain pour Bowie en devenant l'album le mieux classé de l'artiste depuis Tonight en 1984. Il a également obtenu des critiques favorables. Vendu à deux millions d'exemplaires dans le monde, Heathen est resté classé quatre mois dans les charts britanniques.

## Titres

### Album original
Toutes les chansons sont écrites et composées par David Bowie, sauf mention contraire.
| No  | Titre                               | Auteur           | Durée |
| --- | ----------------------------------- | ---------------- | ----- |
| 1.  | Sunday                              |                  | 4:45  |
| 2.  | Cactus                              | Frank Black      | 2:54  |
| 3.  | Slip Away                           |                  | 6:05  |
| 4.  | Slow Burn                           |                  | 4:41  |
| 5.  | Afraid                              |                  | 3:28  |
| 6.  | I've Been Waiting for You           | Neil Young       | 3:00  |
| 7.  | I Would Be Your Slave               |                  | 5:14  |
| 8.  | I Took a Trip on a Gemini Spaceship | Norman Carl Odam | 4:04  |
| 9.  | 5:15 The Angels Have Gone           |                  | 5:00  |
| 10. | Everyone Says 'Hi'                  |                  | 3:59  |
| 11. | A Better Future                     |                  | 4:11  |
| 12. | Heathen (The Rays)                  |                  | 4:16  |

### Éditions spéciales
Au Japon, Heathen comprend un titre bonus.
| 13. | Wood Jackson (face B des singles Slow Burn et Everyone Says 'Hi') | 4:48 |

L'édition limitée originale de Heathen comprend un deuxième CD de quatre titres.
| 1. | Sunday (remix de Moby)                                                                                    | 5:09 |
| 2. | A Better Future (remix de Air)                                                                            | 4:56 |
| 3. | Conversation Piece (face B du single de 1970 The Prettiest Star réenregistrée en 2000 pour le projet Toy) | 3:51 |
| 4. | Panic in Detroit (chanson de 1973 réenregistrée en 1979)                                                  | 2:57 |

Au Japon, ce deuxième CD comprend également six titres bonus.
| 5.  | Wood Jackson |                             | 4:48 |
| 6.  | When the Boys Come Marching Home (face B des singles Slow Burn et Everyone Says 'Hi')                                         |                             | 4:46 |
| 7.  | Baby Loves That Way (face B du single de 1965 You've Got a Habit of Leaving réenregistrée en 2000 pour le projet Toy)         |                             | 4:46 |
| 8.  | You've Got a Habit of Leaving (single de 1965 réenregistré en 2000 pour le projet Toy)                                        |                             | 4:53 |
| 9.  | Safe (face B du single Everyone Says 'Hi', prévue à l'origine sous le titre Safe in This Sky Life pour Les Razmoket, le film) | David Bowie, Reeves Gabrels | 4:44 |
| 10. | Shadow Man (chanson inédite du début des années 1970 réenregistrée en 2000 pour le projet Toy)                                |                             | 4:46 |

La version SACD de Heathen, parue en décembre 2002, inclut quatre titres bonus.
| 13. | When the Boys Come Marching Home | 4:50 |
| 14. | Wood Jackson                     | 4:48 |
| 15. | Conversation Piece               | 3:50 |
| 16. | Safe                             | 4:47 |

## Musiciens
- David Bowie : chant, claviers, guitares, saxophone, stylophone, chœurs, batterie
- Carlos Alomar : guitares
- David Torn : guitare, guitares en boucles, Omnichord
- Gerry Leonard : guitare
- Pete Townshend : guitare sur Slow Burn
- Dave Grohl : guitare sur I've Been Waiting for You
- Earl Slick : guitare sur Conversation Piece
- Mark Plati : guitare, basse
- Tony Visconti : basse, guitares, flûtes, arrangements des cordes, chœurs
- Tony Levin : basse fretless sur Slip Away
- Jordan Rudess : claviers
- Mike Garson : piano sur Conversation Piece
- Kristeen Young : piano, chœurs
- Matt Chamberlain : batterie, programmation de la batterie, percussions
- Sterling Campbell : batterie, percussions
- Lisa Germano : violon
- The Scorchio Quartet :
  - Greg Kitzis : premier violon
  - Meg Okura : deuxième violon
  - Martha Mooke : violon alto
  - Mary Wooten : violoncelle
- The Borneo Horns :
  - Lenny Pickett : saxophone
  - Stan Harrison : saxophone
  - Steve Elson : saxophone
- Brian Rawling et Gary Miller : coproducteurs avec David Bowie sur Everyone Says 'Hi
- Mark Plati : coproducteur avec David Bowie sur Afraid

## Classements
| Classement (2002)                  | Meilleure place |
| ---------------------------------- | --------------- |
| Royaume-Uni (UK Albums Chart)      | 5               |
| États-Unis (Billboard 200)         | 14              |
| France (SNEP)                      | 3               |
| Suisse (Schweizer Hitparade)       | 7               |
| Autriche (Ö3 Austria Top 40)       | 4               |
| Pays-Bas (Mega Album Top 100)      | 19              |
| Belgique (Flandre Ultratop)        | 4               |
| Belgique (Wallonie Ultratop)       | 6               |
| Suède (Sverigetopplistan)          | 6               |
| Finlande (Suomen virallinen lista) | 11              |
| Norvège (VG-lista)                 | 2               |
| Danemark (Tracklisten)             | 1               |
| Italie (FIMI)                      | 6               |
| Australie (ARIA)                   | 9               |
| Nouvelle-Zélande (RIANZ)           | 22              |

| Classement (2016) | Meilleure place |
| ----------------- | --------------- |
| France (SNEP)     | 169             |